# Ковалево (Гнезненський повіт)
Ковалево (пол. Kowalewo) — село в Польщі, у гміні Мелешин Гнезненського повіту Великопольського воєводства.
Населення — 97 осіб (2011).
У 1975-1998 роках село належало до Познанського воєводства.

## Демографія
Демографічна структура станом на 31 березня 2011 року:
|          | Загалом | Допрацездатний вік | Працездатний вік | Постпрацездатний вік |
| -------- | ------- | ------------------ | ---------------- | -------------------- |
| Чоловіки | 46      | 7                  | 33               | 6                    |
| Жінки    | 51      | 7                  | 32               | 12                   |
| Разом    | 97      | 14                 | 65               | 18                   |